# Niederwald (Kirchhain)
Niederwald ist ein Stadtteil von Kirchhain im mittelhessischen Landkreis Marburg-Biedenkopf.

## Geographie

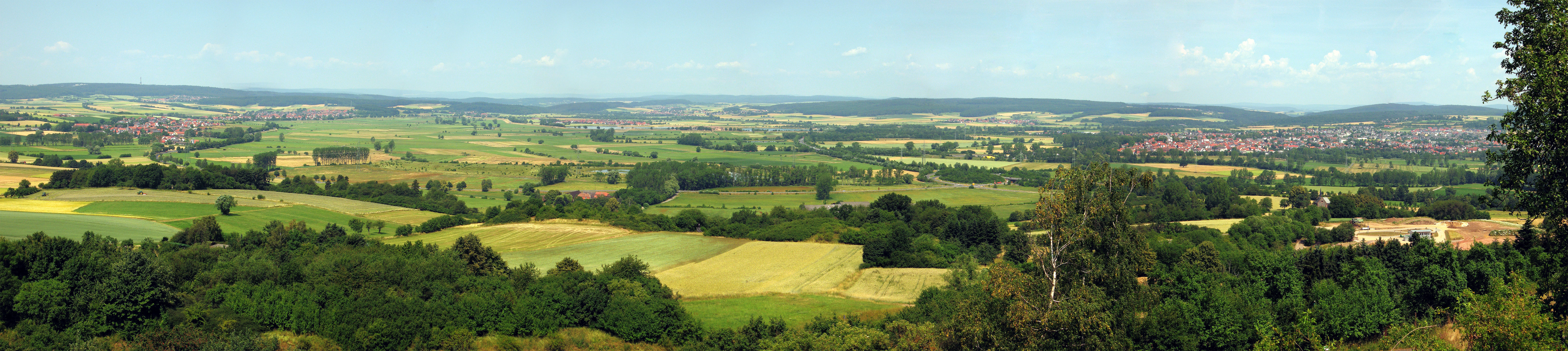
Von links nach rechts sind die Ortsteile Kleinseelheim, Bauerbach (zu Marburg), Großseelheim, Schönbach, Niederwald, Anzefahr, Betziesdorf (im Hintergrund), Stausebach und Kirchhain sowie Himmelsberg (links dahinter) zu erkennen.

Das Dorf liegt knapp 3 km westnordwestlich von Kirchhain am Rand des Amöneburger Beckens in der Aue der Ohm, an der zum Schutz der Ortschaften etwa südöstlich des Dorfs das Hochwasserrückhaltebecken Kirchhain/Ohm liegt. Nördlich vorbei an der Ortschaft verläuft etwa in Nordwest-Südost-Richtung die Bundesstraße 62.

## Geschichte

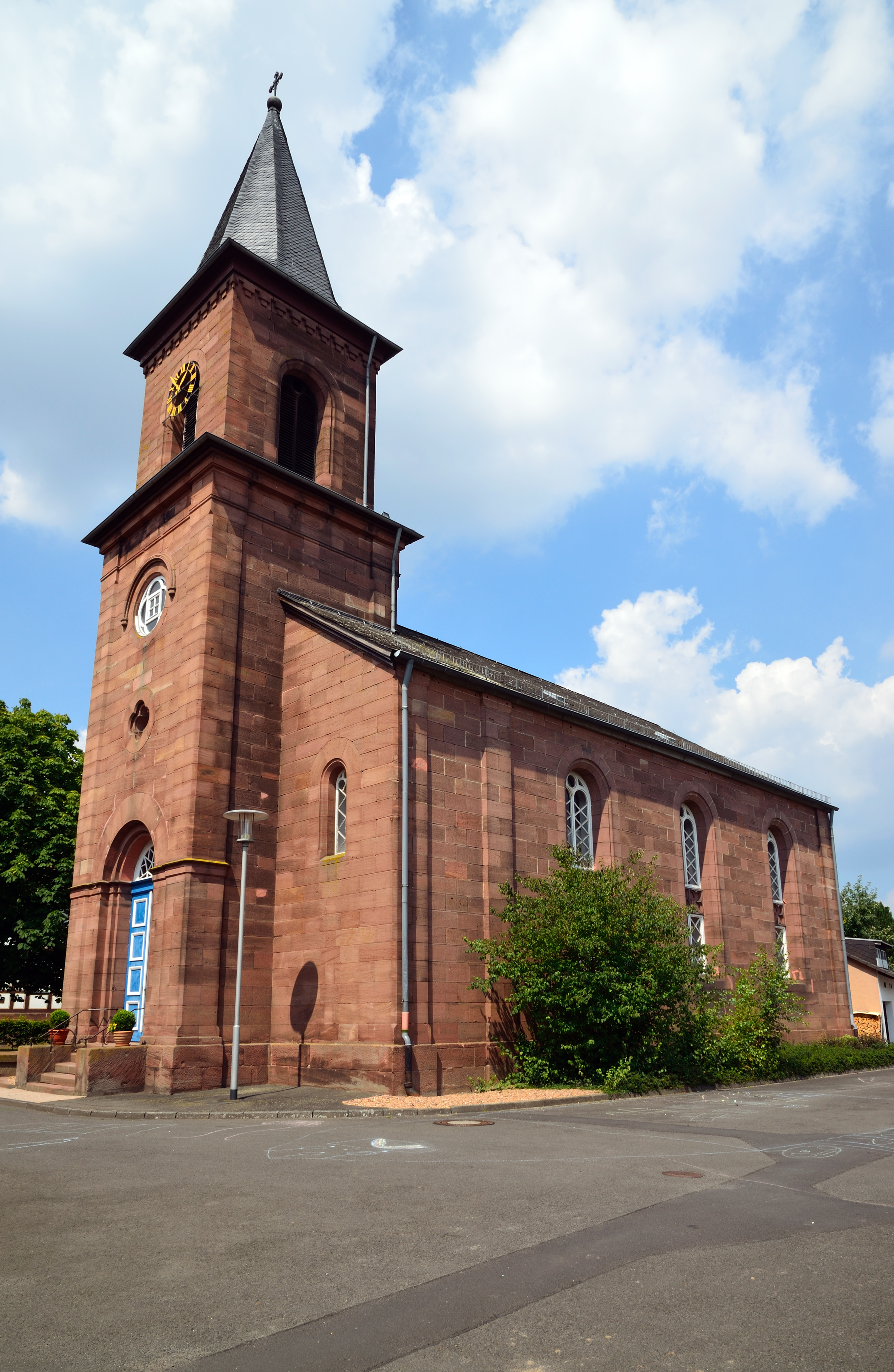
Die Kirche

### Ortsgeschichte
Die älteste bekannte Erwähnung des Orts erfolgte im Jahr 1243 als „Nyderwalde“, als Erzbischof Siegfried III. von Mainz dem Kloster Arnsburg einen Güterbesitz bestätigte.
Der Dorfadlige Berthold von Niederwald war 1253 Finanzverwalter des Klosters Haina. Seit 1282 gab es eine Mühle, für 1356 ist eine zweite erwähnt. Um 1700 wurde die Hirsenmühle erbaut, die bis 1846 bestand.
Zum 1. Februar 1971 wurde die bis dahin selbständige Gemeinde Niederwald im Zuge der Gebietsreform in Hessen auf freiwilliger Basis als Stadtteil in die Stadt Kirchhain eingegliedert. Für Niederwald, wie für alle ehemals eigenständigen Stadtteile von Kirchhain, wurde ein Ortsbezirk gebildet.

### Verwaltungsgeschichte im Überblick
Die folgende Liste zeigt die Staaten und Verwaltungseinheiten, denen Niederwald angehört(e):
- vor 1567: Heiliges Römisches Reich, Landgrafschaft Hessen, Amt Marburg
- ab 1567: Heiliges Römisches Reich, Landgrafschaft Hessen-Marburg, Amt Marburg[7]
- 1604–1648: Heiliges Römisches Reich, strittig zwischen Landgrafschaft Hessen-Darmstadt und Landgrafschaft Hessen-Kassel (Hessenkrieg), Amt Marburg
- ab 1648: Heiliges Römisches Reich, Landgrafschaft Hessen-Kassel, Amt Marburg
- ab 1592: Heiliges Römisches Reich, Landgrafschaft Hessen-Kassel, Amt Kirchhain
- ab 1806: Landgrafschaft Hessen-Kassel, Amt Kirchhain
- 1807–1813: Königreich Westphalen, Departement der Werra, Distrikt Marburg, Kanton Kirchhain
- ab 1815: Kurfürstentum Hessen, Amt Kirchhain[8]
- ab 1821: Kurfürstentum Hessen, Provinz Oberhessen, Kreis Kirchhain[9][Anm. 2]
- ab 1848: Kurfürstentum Hessen, Bezirk Marburg
- ab 1851: Kurfürstentum Hessen, Provinz Oberhessen, Kreis Kirchhain
- ab 1867: Königreich Preußen, Provinz Hessen-Nassau, Regierungsbezirk Kassel, Kreis Kirchhain
- ab 1871: Deutsches Reich, Königreich Preußen, Provinz Hessen-Nassau, Regierungsbezirk Kassel, Kreis Kirchhain
- ab 1918: Deutsches Reich, Freistaat Preußen, Provinz Hessen-Nassau, Regierungsbezirk Kassel, Kreis Kirchhain
- ab 1932: Deutsches Reich, Freistaat Preußen, Provinz Hessen-Nassau, Regierungsbezirk Kassel, Landkreis Marburg
- ab 1944: Deutsches Reich, Freistaat Preußen, Provinz Kurhessen, Landkreis Marburg
- ab 1945: Deutsches Reich, Amerikanische Besatzungszone, Groß-Hessen, Regierungsbezirk Kassel, Landkreis Marburg
- ab 1946: Deutsches Reich, Amerikanische Besatzungszone, Hessen, Regierungsbezirk Kassel, Landkreis Marburg
- ab 1949: Bundesrepublik Deutschland, Hessen, Regierungsbezirk Kassel, Landkreis Marburg
- ab 1971: Bundesrepublik Deutschland, Hessen, Regierungsbezirk Kassel, Landkreis Marburg, Stadt Kirchhain
- ab 1974: Bundesrepublik Deutschland, Hessen, Regierungsbezirk Kassel, Landkreis Marburg-Biedenkopf, Stadt Kirchhain
- ab 1981: Bundesrepublik Deutschland, Hessen, Regierungsbezirk Gießen, Landkreis Marburg-Biedenkopf, Stadt Kirchhain

### Gerichte seit 1821
Mit Edikt vom 29. Juni 1821 wurden in Kurhessen Verwaltung und Justiz getrennt. Der Kreis Kirchhain war für die Verwaltung und das Justizamt Kirchhain war für Niederwald als Gericht erster Instanz zuständig. Nach der Annexion Kurhessens durch Preußen erfolgte am 1. September 1867 die Umbenennung des bisherigen Justizamtes in Amtsgericht Kirchhain. Auch mit dem Inkrafttreten des Gerichtsverfassungsgesetzes von 1879 blieb das Amtsgericht unter seinem Namen bestehen.

## Bevölkerung

### Einwohnerstruktur 2011
Nach den Erhebungen des Zensus 2011 lebten am Stichtag dem 9. Mai 2011 in Niederwald 816 Einwohner. Darunter waren 15 (1,8 %) Ausländer.
Nach dem Lebensalter waren 162 Einwohner unter 18 Jahren, 333 zwischen 18 und 49, 186 zwischen 50 und 64 und 135 Einwohner waren älter. Die Einwohner lebten in 336 Haushalten. Davon waren 99 Singlehaushalte, 87 Paare ohne Kinder und 117 Paare mit Kindern sowie 27 Alleinerziehende und 6 Wohngemeinschaften. In 57 Haushalten lebten ausschließlich Senioren und in 228 Haushaltungen lebten keine Senioren.

### Einwohnerentwicklung
| Quelle: Historisches Ortslexikon | |
| • 1502:                          | 21 Männer                                                                                                 |
| • 1577:                          | 49 Hausgesesse                                                                                            |
| • 1604:                          | 41 Hausgesesse                                                                                            |
| • 1629:                          | 43 Hausgesesse (3 fünfspännige, 6 vierspännige, 3 zweispännige, 4 einspännige Ackerleute, 26 Einläuftige) |
| • 1697:                          | 29 Hausgesesse                                                                                            |
| • 1838:                          | 362 Einwohner (Familien: 87 nutzungsberechtigte, 35 nicht nutzungsberechtigte Ortsbürger, 16 Beisassen).  |

| Niederwald: Einwohnerzahlen von 1768 bis 2019 | Niederwald: Einwohnerzahlen von 1768 bis 2019 | Niederwald: Einwohnerzahlen von 1768 bis 2019 | Niederwald: Einwohnerzahlen von 1768 bis 2019 | Niederwald: Einwohnerzahlen von 1768 bis 2019 |
| --- | --------------------------------------------- | --------------------------------------------- | --------------------------------------------- | --------------------------------------------- |
| Jahr |                                               |                                               |                                               | Einwohner                                     |
| 1768 | 1768                                          |                                               | 301                                           | 301                                           |
| 1800 | 1800                                          |                                               | ?                                             | ?                                             |
| 1834 | 1834                                          |                                               | 361                                           | 361                                           |
| 1840 | 1840                                          |                                               | 389                                           | 389                                           |
| 1846 | 1846                                          |                                               | 365                                           | 365                                           |
| 1852 | 1852                                          |                                               | 401                                           | 401                                           |
| 1858 | 1858                                          |                                               | 394                                           | 394                                           |
| 1864 | 1864                                          |                                               | 382                                           | 382                                           |
| 1871 | 1871                                          |                                               | 386                                           | 386                                           |
| 1875 | 1875                                          |                                               | 410                                           | 410                                           |
| 1885 | 1885                                          |                                               | 425                                           | 425                                           |
| 1895 | 1895                                          |                                               | 406                                           | 406                                           |
| 1905 | 1905                                          |                                               | 443                                           | 443                                           |
| 1910 | 1910                                          |                                               | 438                                           | 438                                           |
| 1925 | 1925                                          |                                               | 461                                           | 461                                           |
| 1939 | 1939                                          |                                               | 507                                           | 507                                           |
| 1946 | 1946                                          |                                               | 692                                           | 692                                           |
| 1950 | 1950                                          |                                               | 674                                           | 674                                           |
| 1956 | 1956                                          |                                               | 637                                           | 637                                           |
| 1961 | 1961                                          |                                               | 615                                           | 615                                           |
| 1967 | 1967                                          |                                               | 648                                           | 648                                           |
| 1980 | 1980                                          |                                               | ?                                             | ?                                             |
| 1990 | 1990                                          |                                               | ?                                             | ?                                             |
| 2000 | 2000                                          |                                               | ?                                             | ?                                             |
| 2011 | 2011                                          |                                               | 816                                           | 816                                           |
| 2015 | 2015                                          |                                               | 816                                           | 816                                           |
| 2019 | 2019                                          |                                               | 799                                           | 799                                           |
| Datenquelle: Historisches Gemeindeverzeichnis für Hessen: Die Bevölkerung der Gemeinden 1834 bis 1967. Wiesbaden: Hessisches Statistisches Landesamt, 1968. Weitere Quellen: LAGIS; Stadt Kirchheim:; Zensus 2011 |                                               |                                               |                                               |                                               |

### Historische Religionszugehörigkeit
| Quelle: Historisches Ortslexikon |                                                                     |
| • 1861:                          | alle Einwohner evangelisch-lutherisch                               |
| • 1885:                          | 424 evangelische (= 99,76 %), ein katholischer (= 0,24 %) Einwohner |
| • 1961:                          | 588 evangelische (= 95,61 %), 26 katholische (= 4,23 %) Einwohner   |

### Historische Erwerbstätigkeit
| Quelle: Historisches Ortslexikon | |
| • 1768:                          | Erwerbspersonen: drei Schmiede, zwei Wirte, zwei Wagner, zwei Schneider, ein Bender, ein Maurer, zwei Zimmerleute, ein Müller, ein Leineweber, 5 Tagelöhner, vier Tagelöhnerinnen. |
| • 1838:                          | Familien: 65 Ackerbau, 61 Gewerbe, 10 Tagelöhner. |
| • 1961:                          | Erwerbspersonen: 127 Land- und Forstwirtschaft, 115 Prod.Gewerbe, 36 Handel und Verkehr, 34 Dienstleistungen und Sonstiges.                                                        |

## Politik
Für den Stadtteil Niederwald besteht ein Ortsbezirk mit Ortsbeirat und Ortsvorsteher nach der Hessischen Gemeindeordnung. Er umfasst das Gebiet der ehemaligen Gemeinde Niederwald.
Der Ortsbeirat besteht aus sieben Mitgliedern. Bei den Kommunalwahlen in Hessen 2021 betrug die Wahlbeteiligung zum Ortsbeirat 56,94 %. Alle Kandidaten gehörten der Liste „Bürger für Niederwald“ an. Der Ortsbeirat wählte Hans-Joachim Degen zum Ortsvorsteher.

## Vereine
Im Dorf gibt es folgende Vereine:
- Bayern Fanclub Ohmtal e. V.
- Damengymnastikgruppe des VfR 1920 Niederwald
- Dorfverschönerungsverein Niederwald
- Freiwillige Feuerwehr Niederwald
- Kirchenchor Niederwald
- Männergesangverein 1884 Niederwald
- Posaunenchor Niederwald
- VfR 1920 Niederwald
- Alters- und Ehenclub Niederwald

## Infrastruktur
- In Niederwald gibt es eine Kirche, ein Dorfgemeinschaftshaus, eine Grundschule, einen Kindergarten, ein Feuerwehrhaus mit Schulungsraum, eine Grillhütte und verschiedene Sportanlagen.
- Östlich des Ortes befinden sich mehrere Kiesgruben.